# Murrinh-Patha jezici
Murrinh-Patha jezici, australska skupina jezika porodice daly, koju čine sa skupinama bringen-wagaydy, malagmalag i marriammu. Sastoji se od dva jezika s preko 1.600 govornika na Sjevernom teritoriju, Australija.
Predstavnici su: murrinh-patha [mwf], 1.430 (1996 popis) i Nangikurrunggurr [nam], 220 (1996 popis)

## Vanjske poveznice
- Ethnologue (14th)
- Ethnologue (15th)